# BBS (Marke)

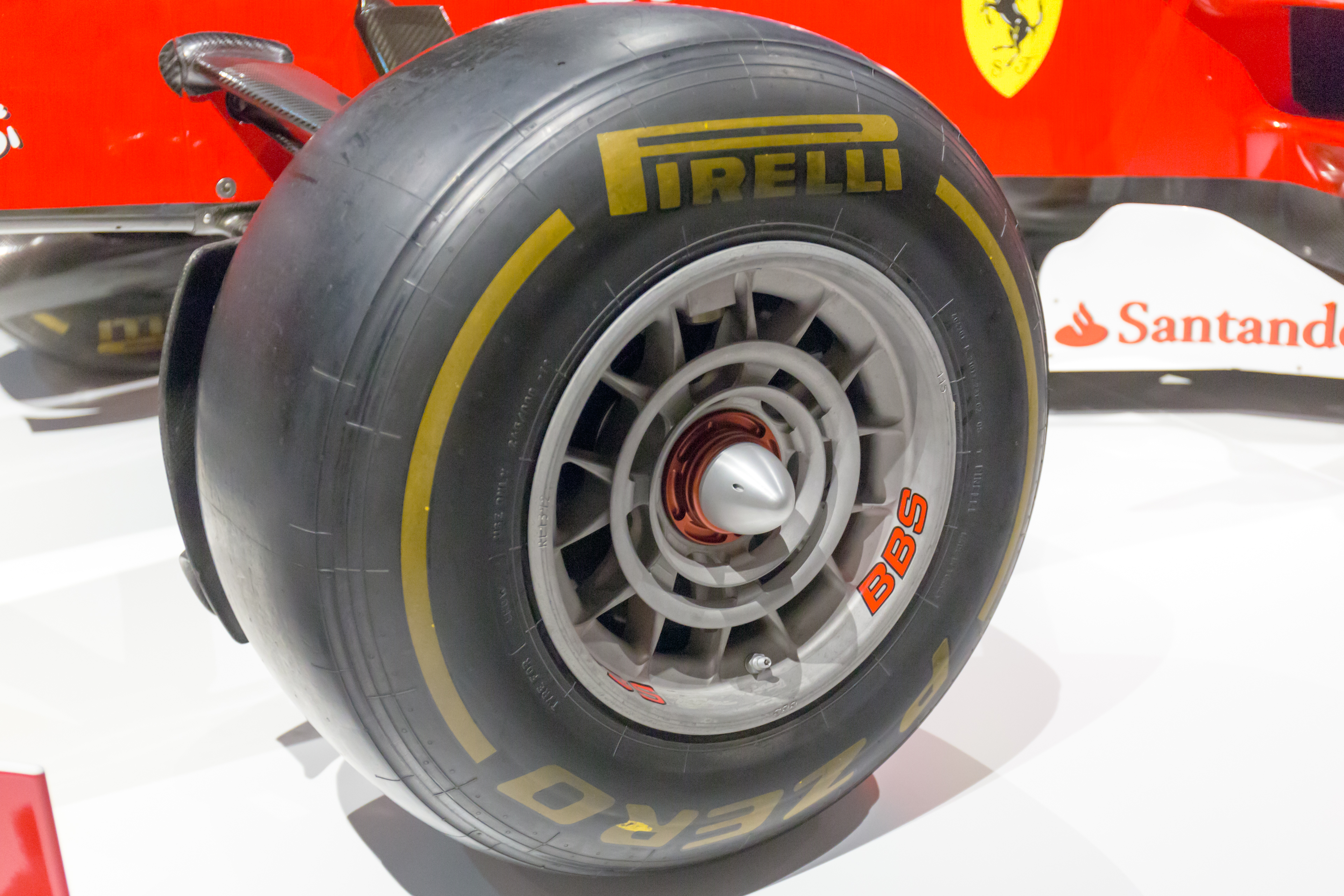
BBS-Felge an einem Ferrari-Rennwagen

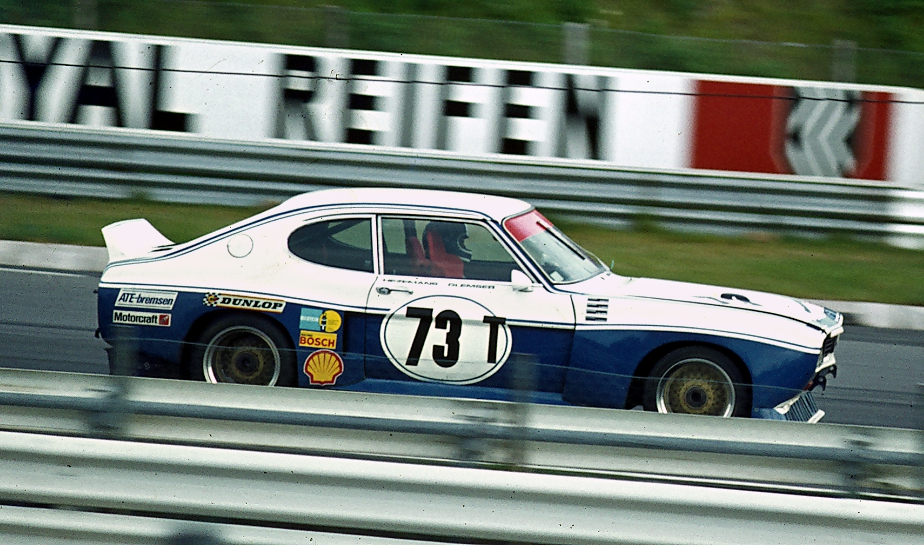
Ford Capri mit BBS-Rädern (1974)

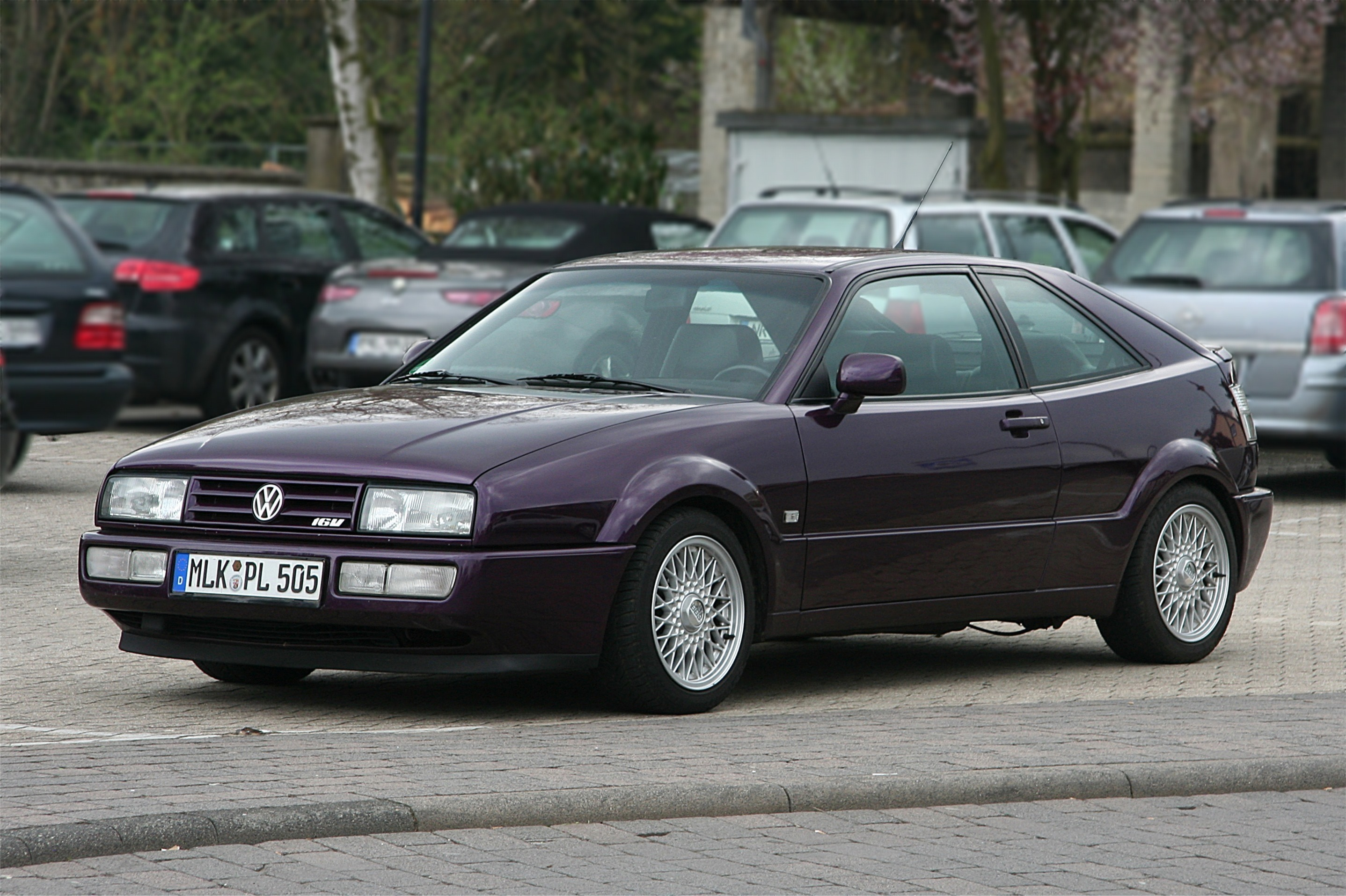
BBS-Räder an einem VW Corrado

Luftbild des BBS-Werks in Schiltach

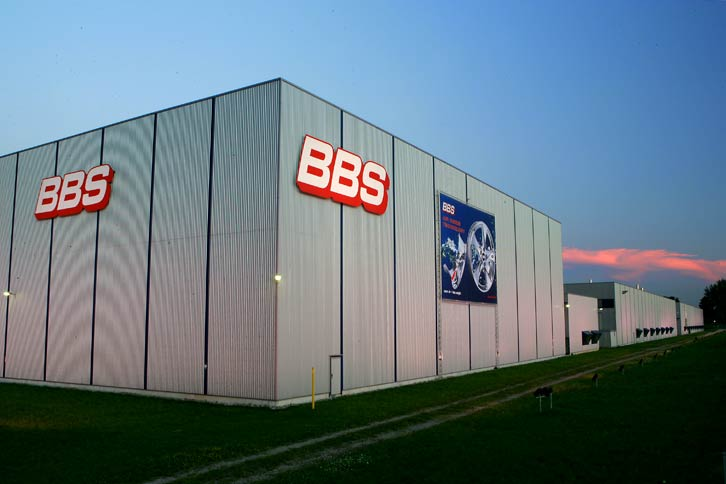
BBS in Herbolzheim

BBS ist eine Marke von Leichtmetallrädern für Personenkraftwagen und Motorsport. Die ursprüngliche Firma wurde 1970 in Schiltach im Schwarzwald gegründet und ist nach einer wechselvollen Geschichte inzwischen in drei Unternehmen aufgeteilt. Die BBS GmbH stellt Räder für PKW her, die BBS Motorsport GmbH produziert Räder für den Motorsport und die BBS Japan Co. Ltd. hochwertige Schmiederäder.

## Geschichte
Im Jahr 1970 wurde von den Ingenieuren Heinrich Baumgartner und Klaus Brand am Standort Schiltach im Schwarzwald die Firma BBS gegründet. Der Name ergab sich als Kurzform für Baumgartner, Brand, Schiltach. Zunächst wurden in dem Betrieb Karosserieteile aus Kunststoff gefertigt, bis 1972 ein neuartiges, dreiteiliges Motorsport-Rad konstruiert wurde. Dieses war auf eine Idee von Martin Braungart, dem leitenden Renningenieur des Ford Capri-Tourenwagen-Werksteams, hin entstanden, um an der Rennstrecke schnell Felgenbreite und Einpresstiefe variieren zu können. Außerdem können so verschiedene Werkstoffe (Aluminium, Magnesium), und beanspruchungsgerechte Herstellungsverfahren (Gesenkschmieden und Walzen für Aluminiumwerkstoffe, Gießen von Magnesiumlegierungen) optimal miteinander kombiniert werden. Von da an war das Unternehmen im Motorsport stark vertreten. Das Unternehmen entwickelte sich stetig weiter. Kurz darauf wurde die erste Auslandstochtergesellschaft in Frankreich gegründet, die dreiteiligen Räder wurden für das Umrüstgeschäft eingeführt und erhielten großen Absatz am Aftermarket. Durch diese positiven Entwicklungen ging BBS 1987 an die Börse, firmierend unter BBS Kraftfahrzeugtechnik AG. Nach drei weiteren Jahren wurden die Tochtergesellschaften in Japan und den USA gegründet sowie eine Niederlassung in Italien eröffnet.
Das 25. Jubiläum feierte das Unternehmen 1995, zu der Zeit als Michael Schumacher mit Benetton Renault zum 2. Mal die Formel-1-Weltmeisterschaft auf BBS-Rädern gewann. Weitere zahlreiche Erfolge im Motorsport auf BBS-Rädern folgten. Außerdem wurde in diesem Jahr das dreiteilige RS Rad, das heute weltweit als Design-Klassiker gilt, auf dem Nachrüstmarkt eingeführt.
Da das Unternehmen am Standort Schiltach expandierte, wurde 2000/01 in Herbolzheim das Lackier- und Logistikzentrum auf 7000 m2 eröffnet. Der günstig gelegene Standort mit Anbindung an die A5 ermöglicht einen schnellen Versand weltweit. 2004 wurde Heinrich Baumgartner mit dem Unternehmen in der Kategorie "Industrie" als „Entrepreneur des Jahres“ ausgezeichnet. Zu dieser Zeit hatte es 1200 Mitarbeiter.
Im Februar 2007 musste die BBS Kraftfahrzeugtechnik AG Insolvenzantrag stellen. Die Unternehmensleitung erklärte, man müsse wegen des stark gestiegenen Aluminiumpreises einen großen Gewinnrückgang verkraften. Die Produktion lief unterdessen kontinuierlich weiter. Das Unternehmen wurde durch das belgische Unternehmen Punch International NV aufgekauft und als BBS International GmbH weitergeführt. Im Juli 2009 trennte sich die Holding Punch International „wegen der Auswirkungen der Finanzkrise“ allerdings von großen Teilen ihrer Automotive-Sparte und verkaufte BBS an den Punch-Mehrheitsaktionär Creacorp NV.
Am 30. Dezember 2010 musste erneut Insolvenz angemeldet werden. Als Grund wurde genannt, dass so BBS sauber aufgespalten werden kann. Im Zuge dieser Insolvenz wurden der Motorsport Sektor (BBS Motorsport GmbH) sowie der Schmiederad-Bereich (BBS Washi Wheels GmbH) an die japanische ONO-Gruppe verkauft, die ihren neuen Firmensitz mit zugehöriger Fertigungsstätte nach Haslach im Kinzigtal verlagert haben. Dort waren etwa 40 Mitarbeiter beschäftigt.
Mit dem Stichtag 1. April 2012 ist die Tyrol Equity AG (Innsbruck) gemeinsam mit Co-Investor Udo Wendland bei der neufirmierten BBS GmbH eingestiegen.
Im Juni 2015 sind die Mehrheitsanteile der BBS GmbH von der Nice Holdings Co., einer koreanischen börsennotierten Industrie-Gruppe, übernommen worden. Sie verpflichtete sich, die Umsetzung der BBS-Wachstumsstrategie zu unterstützen.
Im Juli 2020 musste BBS in Folge der Automobil-Krise erneut Insolvenz anmelden.
Im März 2021 wurde BBS vom deutschen Hersteller von Fahrwerkskomponenten KW Automotive übernommen. Am 29. September 2023 meldete BBS wieder Insolvenz an. Im Dezember präsentierte der Insolvenzverwalter einen neuen Käufer, ISH Management Services GmbH aus Ratingen, hinter der die türkische IS Holding steht.
Am 26. Juli 2024 meldete BBS ein weiteres Mal Insolvenz an. Es ist die fünfte Pleite nach 2007, 2010, 2020 und 2023; das Unternehmen beschäftigte derzeit in Schiltach und Herbolzheim 270 Mitarbeiter. Alle Mitarbeiter an diesen beiden Standorten wurden vom Insolvenzverwalter zum 31. Januar 2025 gekündigt. Im März 2025 konnte die Produktion mit neuen Strukturen in Herbolzheim wieder aufgenommen werden. Die Immobilie in Schiltach wurde im April 2025 an eine private Investorengruppe verkauft.

## Technologie

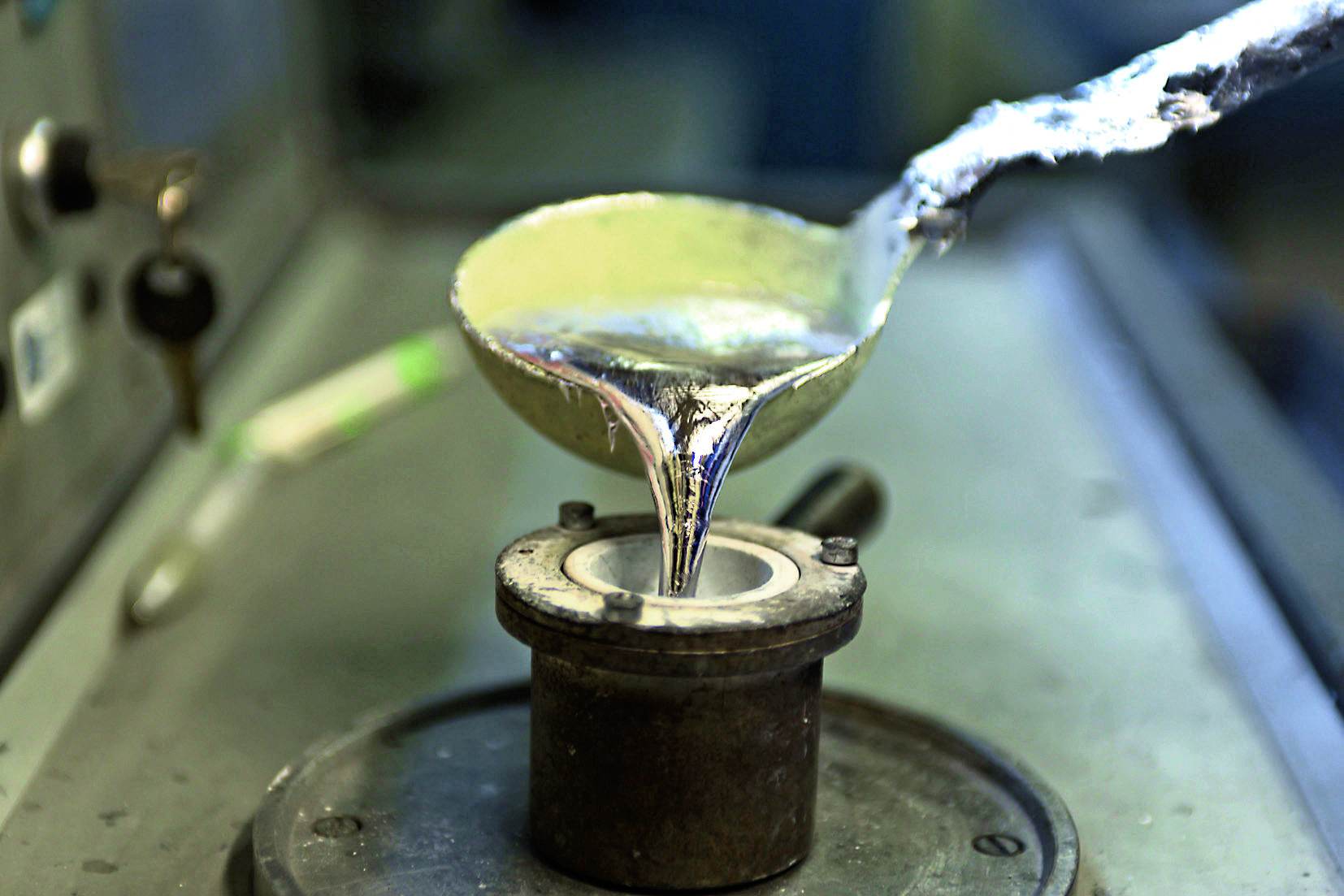
Materialprobe der Aluminiumlegierung

Bevor der Guss der Räder erfolgt, werden für die Entwicklung eines langlebigen Leichtmetallrades bei BBS zahlreiche computergestützte Konstruktionsschritte durchlaufen. Jeder Radtyp wird mithilfe der CAD-Software dreidimensional modelliert und durchläuft verschiedene Finite-Elemente-Methode (FEM)-Analysen. Dabei werden die Eigenschaften eines Radtyps hinsichtlich seines Strukturverhaltens, zum Beispiel Dauerfestigkeit und Dynamik, ermittelt. Mit dieser Analyse kann simuliert werden, wie sich ein Radtyp unter realen Einsatzbedingungen und Belastungen verhalten wird, so dass gegebenenfalls entsprechende Verbesserungen vorgenommen werden.
Daneben wird in der Entwicklungsphase wird eine Fehlermöglichkeits- und Einflussanalyse (FMEA) durchgeführt. Anschließend wird jeder neue Radtyp gießsimuliert, um später beim Guss eine hohe, stabile Gussqualität zu erreichen. Die Kokillen- und Flow-Forming-Werkzeugherstellung erfolgt zum Teil auch extern.
Aluminium, Silizium, Strontium und weitere Bestandteile werden in Schmelzöfen auf über 750 Grad erhitzt und verschmolzen. Nach einer Qualitätsprüfung der Legierung wird das flüssige Material für den Guss bereitgestellt. BBS verwendet zur Herstellung eines Gussrohlings das Niederdruckkokillenguss-Verfahren an. Dabei wird die gefertigte Aluminiumlegierung mit einem Druck von bis zu 1,2 Bar in die mehrteilige Form gepresst. Nach dem Abkühlen auf unter 400 °C wird die Form geöffnet, womit der Gussrohling für die weitere Verarbeitung bereit ist.
Damit ausgeschlossen werden kann, dass beim Gießen Luft im Rohling eingeschlossen wurde oder Oberflächenfehler entstanden sind, werden alle Räder der Röntgenprüfung unterzogen und fehlerhafte Räder ausgesondert.
Beim nächsten Produktionsschritt werden die Räder der Performance Line mit dem Flow-Forming-Prozess bearbeitet. Hier wird der im Niederdruckguss-Verfahren hergestellte Gussrohling erwärmt und die Felge unter hohem Druck ausgewalzt. Dabei wird das Felgenbett dünner, das Material verdichtet und die Festigkeit erhöht. Das Rad ist im Ergebnis stabiler und leichter.

Lackierung der Felgen

Hinzu kommt eine spezielle Wärmebehandlung, die alle Räder von BBS durchlaufen. Dabei kann das Material eine engere Verbindung eingehen und Spannungen werden minimiert. Dies garantiert eine gleichbleibend hohe Festigkeit und erzielt eine hohe Lebensdauer der Räder.
Der Feinschliff erfolgt durch vollautomatische CNC-Fräs- und Drehmaschinen. Durch die präzise mechanische Bearbeitung wird hohe Rundlaufgenauigkeit und geringe Unwucht erzielt.
Einige Räder werden durch Hinterfräsen der Speichen zusätzlich gewichtsreduziert. Mit dem Hinterfräsen wird das optimale Verhältnis zwischen Gewicht und Stabilität erreicht. Hierbei werden in einem CNC-Fräsverfahren seitlich liegende Anteile der Radspeiche abgetragen, die für die Festigkeit unbedeutend sind, um die rotierenden Massen des Rades zu reduzieren.
Des Weiteren können die Räder durch die „Air Inside Technologie“ optimiert werden. Bei dieser Methode werden Hohlkammern in den Rädern erzeugt, beispielsweise in den Speichen oder in der Innen- und Außenschulter. Durch diese Konstruktion nach dem Hohlkammernprinzip wird die rotierende Masse verringert.
Den Glanz der Räder erzielt BBS durch die Eigenherstellung der Legierungen.
Des Weiteren macht eine Dreischichtlackierung die Oberfläche widerstandsfähiger. Für höchste Brillanz der Felge setzt BBS die Keramikpolierung ein. Das Rad wird in mehreren Bearbeitungsgängen mit kleinen Keramikpartikeln poliert.
Zum besonderen Finish werden manche Räder bei BBS diamantgedreht, wobei die Oberfläche bis zum Aluminium hin freigelegt wird, wodurch das Rad zweifarbig erscheint.
Zum Schutz vor Korrosion erhält jedes Rad zum Schluss eine chemisch chromfreie Passivierungsschicht und eine Dreischichtlackierung (Grundierpulver, Wasserbasislack und Acrylpulver).
Zudem entwickelte BBS einen Anfahrschutz für Felgen, der das Rad vor Beschädigungen (zum Beispiel beim Anfahren am Bordsteinrand) schützt. Diesen Anfahrschutz kann der Kunde selbst austauschen.
Alle 100-%-Prüfungen (wie Röntgen, Unwucht, Dichtheit und dreimal visuelle Beurteilung) werden an jedem Rad dokumentiert.
Zur Freigabe wird jeder neue Radtyp auf verschiedenen Prüfständen auf Gestalt- und Dauerfestigkeit geprüft. Ebenso werden der Werkstoff und die Oberflächenbehandlung im Labor nach verschiedenen Spezifikationen geprüft und dann freigegeben. In regelmäßigen Abständen werden aus der Serie Requalifikationsprüfungen durchgeführt.

## Design
Zwei Jahre nach der Unternehmensgründung wurden die ersten dreiteiligen Rennwagenräder produziert, die entwickelt wurden, um an der Rennstrecke schnell Felgenbreite und Einpresstiefe variieren zu können.
In den 1970er Jahren erwarb sich das Unternehmen einen besonderen Ruf in der Herstellung von Leichtmetallrädern mit Kreuzspeichen, die durch eine sehr hohe Speichenanzahl gekennzeichnet sind: das RS-Rad. Es war bis Mitte der 1980er Jahre für Straßen- und Rennfahrzeuge in Produktion.
Seit Ende der 1980er Jahre wurden Räder mit Y-Speichen in vielen Varianten statt der Kreuzspeichen eingeführt, zunächst mit sieben Speichen.
Darüber hinaus stellt BBS Räder mit 5 und 10 Y-Speichen her, die je nach Rad speziell auf gewisse Fahrzeuge zugeschnitten werden, wie zum Beispiel das SV-Rad, das zunächst für SUVs entwickelt wurde. Das XA-Rad fällt aus dem Rahmen des bis dahin bekannten BBS-Designs.

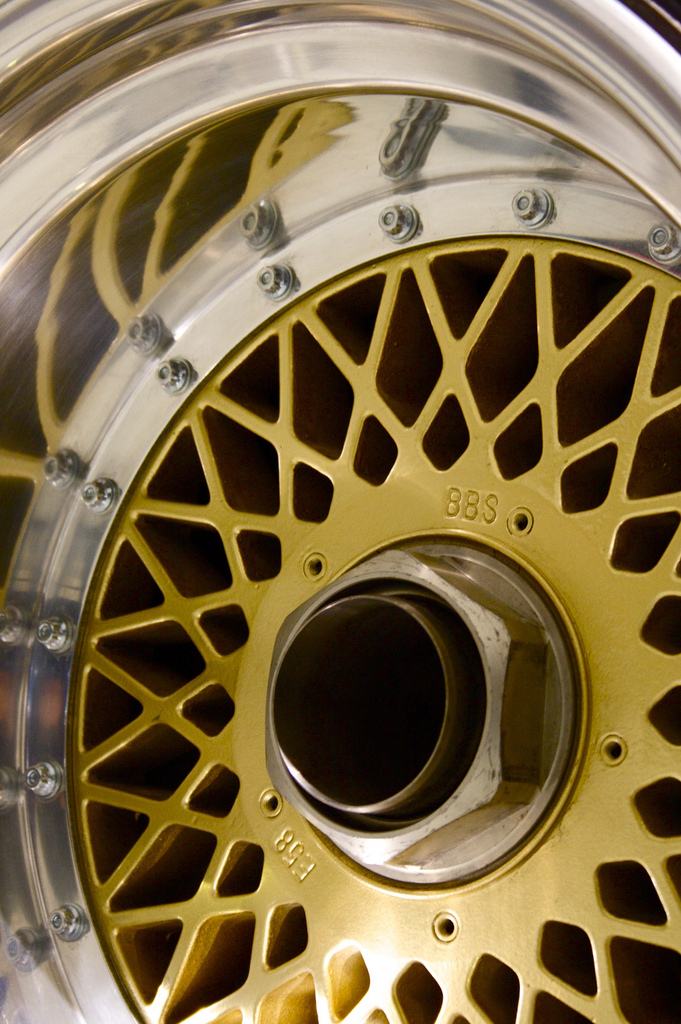
Kreuzspeichen an mehrteiliger Felge
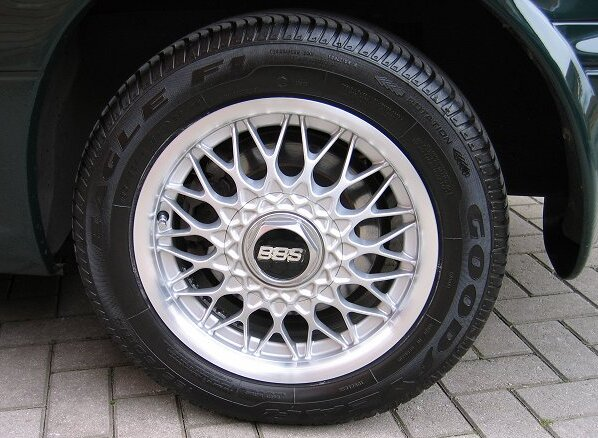
Kreuzspeichen
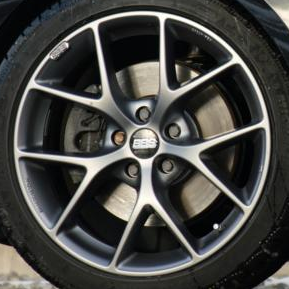
5 Y-Speichen
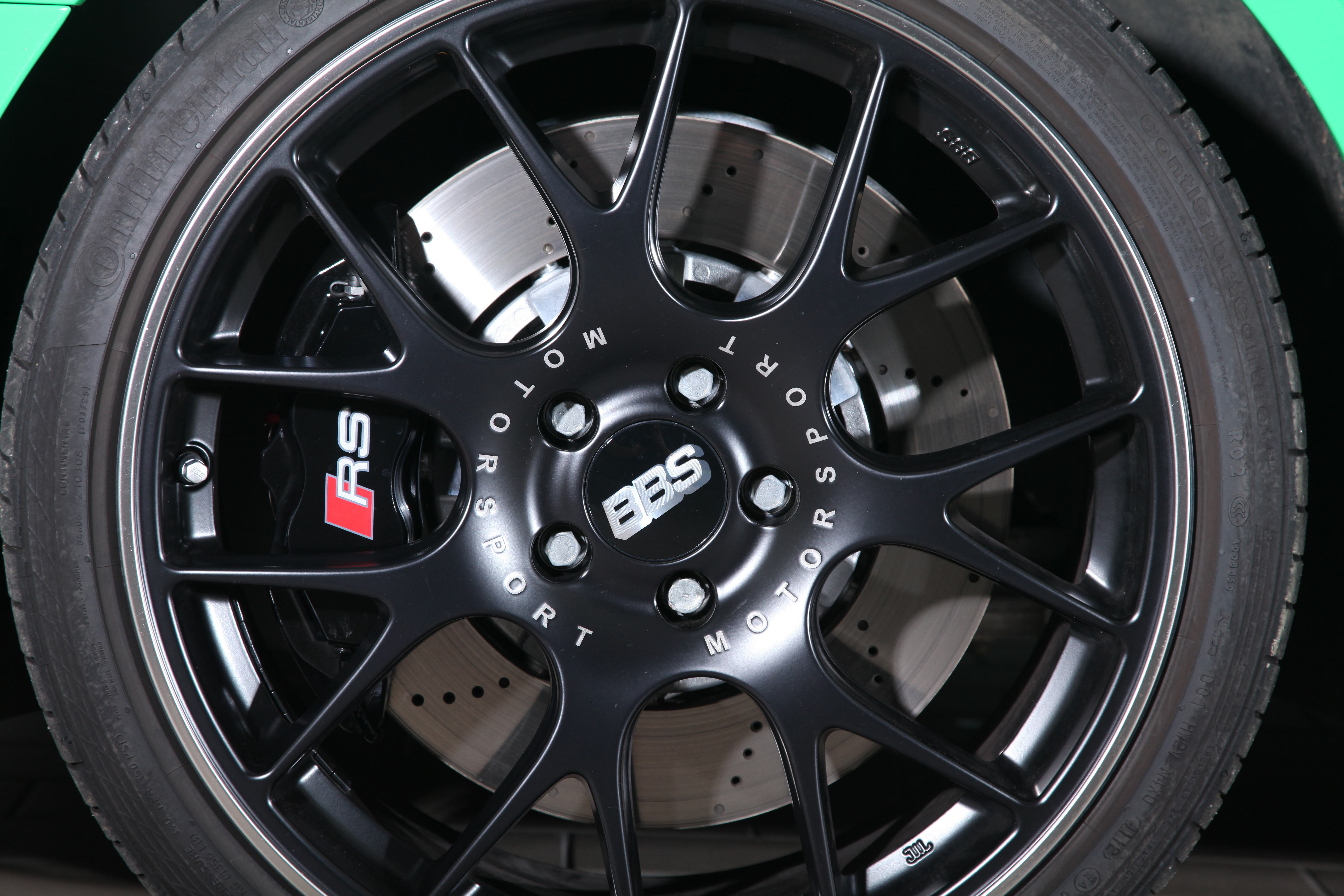
7 Y-Speichen

## Auszeichnungen
2008 gewann BBS die Kategorie Felgen bei der Leserwahl des Magazins sport auto. Auch bei Wahlen der Auto Bild und auto motor und sport lag BBS 2013 vorn.